# Pont-Évêque
Pont-Évêque és un municipi francès situat al departament de la Isèra i a la regió d'Alvèrnia-Roine-Alps. L'any 2007 tenia 5.108 habitants.

## Demografia

### Població
El 2007 la població de fet de Pont-Évêque era de 5.108 persones. Hi havia 2.032 famílies de les quals 696 eren unipersonals (284 homes vivint sols i 412 dones vivint soles), 496 parelles sense fills, 620 parelles amb fills i 220 famílies monoparentals amb fills.
La població ha evolucionat segons el següent gràfic:
Habitants censats

### Habitatges
El 2007 hi havia 2.294 habitatges, 2.088 eren l'habitatge principal de la família, 22 eren segones residències i 184 estaven desocupats. 748 eren cases i 1.535 eren apartaments. Dels 2.088 habitatges principals, 842 estaven ocupats pels seus propietaris, 1.205 estaven llogats i ocupats pels llogaters i 40 estaven cedits a títol gratuït; 87 tenien una cambra, 233 en tenien dues, 558 en tenien tres, 596 en tenien quatre i 615 en tenien cinc o més. 1.137 habitatges disposaven pel capbaix d'una plaça de pàrquing. A 1.023 habitatges hi havia un automòbil i a 636 n'hi havia dos o més.

### Piràmide de població
La piràmide de població per edats i sexe el 2009 era:
| Homes | Edats   | Dones |
| ----- | ------- | ----- |
| 0     | 95 o +  | 1     |
| 4     | 90 a 94 | 17    |
| 18    | 85 a 89 | 38    |
| 19    | 80 a 84 | 31    |
| 66    | 75 a 79 | 96    |
| 85    | 70 a 74 | 98    |
| 86    | 65 a 69 | 104   |
| 116   | 60 a 64 | 94    |
| 136   | 55 a 59 | 147   |
| 147   | 50 a 54 | 162   |
| 157   | 45 a 49 | 158   |
| 165   | 40 a 44 | 197   |
| 132   | 35 a 39 | 176   |
| 163   | 30 a 34 | 180   |
| 211   | 25 a 29 | 207   |
| 205   | 20 a 24 | 150   |
| 233   | 15 a 19 | 224   |
| 179   | 10 a 14 | 239   |
| 182   | 5 a 9   | 225   |
| 112   | 0 a 4   | 140   |

## Economia
El 2007 la població en edat de treballar era de 3.347 persones, 2.268 eren actives i 1.079 eren inactives. De les 2.268 persones actives 1.963 estaven ocupades (1.129 homes i 834 dones) i 305 estaven aturades (142 homes i 163 dones). De les 1.079 persones inactives 256 estaven jubilades, 326 estaven estudiant i 497 estaven classificades com a «altres inactius».

### Ingressos
El 2009 a Pont-Évêque hi havia 2.070 unitats fiscals que integraven 5.118,5 persones, la mediana anual d'ingressos fiscals per persona era de 14.759 €.

### Activitats econòmiques
Dels 296 establiments que hi havia el 2007, 2 eren d'empreses extractives, 5 d'empreses alimentàries, 6 d'empreses de fabricació de material elèctric, 28 d'empreses de fabricació d'altres productes industrials, 84 d'empreses de construcció, 49 d'empreses de comerç i reparació d'automòbils, 15 d'empreses de transport, 14 d'empreses d'hostatgeria i restauració, 3 d'empreses d'informació i comunicació, 15 d'empreses financeres, 10 d'empreses immobiliàries, 27 d'empreses de serveis, 24 d'entitats de l'administració pública i 14 d'empreses classificades com a «altres activitats de serveis».
Dels 99 establiments de servei als particulars que hi havia el 2009, 1 era una oficina de correu, 4 oficines bancàries, 1 funerària, 8 tallers de reparació d'automòbils i de material agrícola, 1 taller d'inspecció tècnica de vehicles, 16 paletes, 28 guixaires pintors, 11 fusteries, 7 lampisteries, 3 electricistes, 1 empresa de construcció, 6 perruqueries, 1 veterinari, 6 restaurants, 2 agències immobiliàries, 2 tintoreries i 1 saló de bellesa.
Dels 17 establiments comercials que hi havia el 2009, 1 era un supermercat, 2 botiges de menys de 120 m², 4 fleques, 1 una carnisseria, 1 una llibreria, 2 botigues de roba, 1 una botiga d'equipament de la llar, 1 una botiga d'electrodomèstics, 1 una botiga de material esportiu i 3 floristeries.
L'any 2000 a Pont-Évêque hi havia 13 explotacions agrícoles que ocupaven un total de 322 hectàrees.

## Equipaments sanitaris i escolars
El 2009 hi havia 2 farmàcies i 1 ambulància.
El 2009 hi havia 1 escola maternal i 3 escoles elementals. Pont-Évêque disposava d'un col·legi d'educació secundària amb 361 alumnes.

## Poblacions més properes
El següent diagrama mostra les poblacions més properes.